# Узкоколейная железная дорога Ронгинского торфопредприятия
Узкоколейная железная дорога Ронгинского т/пр — Торфовозная узкоколейная железная дорога, начальный пункт — село Ронга. Колея 750 мм, максимальная длина 7 км. Год открытия: 1967 год. Грузовое движение.
По состоянию на 2022 год, закрыта и разобрана.

## История
Узкоколейная железная дорога Ронгинского торфопредприятия была открыта в 1967 году. В 60-е годы в окрестностях села Ронга были открыты крупные залежи торфа, для переработки торфа создали предприятие по выпуску топливных брикетов. Постановлением Совета Министров МАССР в связи с окончанием в 1968 году строительства основных объектов (сырьевой базы и торфобрикетного завода) с 1 января 1969 года было организовано Ронгинское торфобрикетное предприятие. Продукция предприятия всегда пользовалась широким спросом. За тридцать с лишним лет с месторождения уже выбрано примерно 55 процентов сырьевых залежей чёрной крошки на площади свыше 650 гектаров. Специалисты подсчитали, что за годы существования предприятия выработано и отгружено потребителям 855 тысяч тонн брикета.

### Современное состояние
По состоянию на апрель 2011 года узкоколейная железная дорога действует, перспективы работы есть, грузовое движение транспортировка торфа с торфоучастка. Протяжённость главного хода от торфяников до завода составляет 5 километров, с учётом всех путей 7 километров. В настоящее время торфопредприятие ОАО «Ронгинское торфобрикетное предприятие» ведёт добычу и переработку торфа, предприятие производит и реализует: сельскохозяйственный торф, топливный торф, а также брикетный торф (торфяной брикет). Торфопредприятие является одним из ведущих предприятий по добыче и переработке торфа в Марий Эл.

## Подвижной состав
Локомотивы:
- Тепловоз ТУ8
- Тепловоз ТУ6А № 3745

Вагоны:
- Вагон платформа
- Полувагоны для торфа ТСВ6А

Путевые машины:
- Тепловоз ТУ6А — (переделан в плужный снегоочиститель)